# Joachim Dalsass
Joachim Dalsass (né le 3 décembre 1926 à Laives, mort le 8 octobre 2005 dans la même ville) est un homme politique italien, germanophone, membre de la Südtiroler Volkspartei.
Il est élu député européen en juin 1979, et réélu à deux reprises, sa liste étant chaque fois soutenue par la Démocratie chrétienne.